# Campionato mondiale femminile di hockey su pista Nanjing 2017
Il campionato mondiale femminile di hockey su pista 2017 è stata la 14ª edizione del campionato del mondo di hockey su pista femminile.

## Nazionali partecipanti
- Spagna
- Portogallo
- Argentina
- Francia
- Cile
- Colombia
- Italia
- Germania
- India
- Egitto
- Inghilterra
- Giappone